# Mapun jezik
Mapun jezik (ISO 639-3: sjm; ostali nazivi za njega su bajau kagayan, cagayan, cagayan de sulu, cagayanen, cagayano, cagayanon, jama mapun, kagayan, orang, sama mapun), austronezijski jezik uže skupine sama-bajaw kojim govori oko 40 600 u Filipinima (2000)na otocima Cagayan de Sulu i Palawan i 1 870 u Maleziji (1999) na istočnoj obali Sabaha.
U upotrebi je i tausug [tsg]; latinično pismo

## Vanjske poveznice
- Ethnologue (14th)
- Ethnologue (15th)